# 平戸市消防本部
平戸市消防本部（ひらどししょうぼうほんぶ）は、長崎県平戸市にある消防本部。管轄区域は平戸市全域。

## 概要
- 消防本部：平戸市戸石川町585番地
- 管内面積：
- 職員定数：
- 消防署1カ所、出張所4カ所
- 主力機械

2015年（平成27年）4月1日現在
- 普通消防ポンプ自動車：1
- 水槽付消防ポンプ自動車：5
- はしご付消防自動車：1
- 救助工作車：1
- 救急自動車：1
- 高規格救急自動車：5
- その他：4

## 沿革
- 1971年（昭和46年）4月 - 平戸市消防本部及び平戸市消防署設置[1]。
- 1975年（昭和50年）4月 - 生月町に平戸市消防署生月出張所を開設。
- 1990年（平成2年）6月 - 消防音楽隊が発足。
- 2005年（平成17年）10月1日 - 1市2町1村の新設合併による平戸市発足。旧田平町区域の消防業務を松浦地区消防組合に委託。
- 2007年（平成19年）4月1日 - 旧田平町区域の消防業務の委託を終了し、松浦地区消防組合消防本部から田平出張所の移管を受け平戸市消防署田平出張所とする。

## 組織
- 本部 - 総務課、予防課、警防課
- 消防署

## 消防署
| 消防署       | 住所                | 出張所                                                                                              |
| ------------ | ------------------- | --------------------------------------------------------------------------------------------------- |
| 平戸市消防署 | 平戸市岩の上町733-1 | 中津良：下中津良町字田中540-2 生月：生月町山田免2503-4 田平：田平町里免239-1 大島：大島村前平1838-1 |